# Caleb Williams
Caleb Sequan Williams, född 18 november 2001, är en amerikansk utövare av amerikansk fotboll (quarterback) som spelar för Chicago Bears i National Football League (NFL). 
Williams spelade college football för Oklahoma Sooners och USC Trojans. Vid NFL:s draft 2024 valdes han först av Chicago Bears.